# Алказар (стадион)
Стадион „Алказар“ е многофункционален стадион в Лариса, Гърция.
Най-вече се използва за домакинските срещи на ФК „Лариса“. Стадионът е с капацитет 13 108 седящи места. Построен е през 1965 г.
Той ще бъде заменен от новопостроения АЕЛ Арена. 